# Martin Johnson (rugbista)
Martin Osborne Johnson (Midlands Occidentales, 9 de marzo de 1970) es un exjugador inglés de rugby que se desempeñaba como segunda línea. Su principal equipo fue el Leicester Tigers, con el que jugó desde 1990 hasta su retirada definitiva en 2005.
Fue internacional con el XV de la Rosa en 84 ocasiones, debutando en 1993 y siendo el encargado de levantar la Copa Webb Ellis que condecoraba a Inglaterra como Campeona del Mundo de 2003.
En 2008, fue elegido como seleccionador de Inglaterra a pesar de no haber entrenado a ningún equipo nunca. En noviembre de 2011 fue destituido del cargo.
Desde 2005 es miembro del salón de la fama del rugby.

## Carrera

### Jugador
Antes de decantarse por el rugby, probó suerte con las Panteras de Leicester de fútbol americano. En 1989, el exjugador de los All Blacks Colin Meads, le convenció para irse a jugar a Nueva Zelanda al rugby jugando dos temporadas con el King Country. Un año después fue seleccionado para jugar con la selección de Nueva Zelanda M21 (Sub-21), pero finalmente jugaría con los ingleses a nivel absoluto.
En 1990, retornó a Inglaterra y no volvería a marchar nunca más en su carrera.
Tres años después, entró en la convocatoria a los British and Irish Lions para la gira de Nueva Zelanda 1993, volviendo en la gira a Sudáfrica 1997 y Australia 2001 como el capitán, siendo el único jugador en ser capitán en dos "tours" de los Lions.
En 2003, se retiraría de la selección, pero siguió jugando con Leicester hasta 2005, siendo el capitán del equipo.

### Entrenador
En 2008 fue seleccionado como el entrenador de Inglaterra, generando mucha controversia al no haber entrenado a ningún equipo nunca. Tras varias decepciones en diferentes torneos, en 2011 consiguió el Seis Naciones, pero fueron eliminados por Francia en la Copa Mundial de Rugby de 2011 en cuartos de final, hecho que le costaría el puesto de entrenador.
Ese mismo año, fue elegido para formar parte del Salón de la Fama de la World Rugby.

## Palmarés

### Jugador

#### Leicester
- Campeón de la Copa de Europa de 2001 y 2002.
- Campeón de la Liga de Inglaterra de 1995, 1999, 2000, 2001 y 2002.
- Campeón de la Anglo-Welsh Cup de 1993 y 1997.

### Entrenador
- Campeón del Torneo de las Seis Naciones 2011.

### Selección nacional

#### Copa del Mundo
| Edición          | Posición         | Resultados de Inglaterra | Resultados de Johnson | Partidos jugados de Johnson |
| ---------------- | ---------------- | ------------------------ | --------------------- | --------------------------- |
| Sudáfrica 1995   | 4º               | 4 v, 0 n, 2 d            | 4 v, 0 n, 2 d         | 6/6                         |
| Reino Unido 1999 | Cuartos de final | 3 v, 0 n, 2 d            | 3 v, 0 n, 2 d         | 5/5                         |
| Australia 2003   | Campeón          | 7 v, 0 n, 0 d            | 7 v, 0 n, 0 d         | 7/7                         |

Leyenda: V = Victoria ; N = Empate ; D = Derrota.

#### Torneo de las Cinco/Seis Naciones
| Edición             | Posición   | Resultados de Inglaterra | Resultados de Johnson | Partidos jugados de Johnson |
| ------------------- | ---------- | ------------------------ | --------------------- | --------------------------- |
| Cinco naciones 1993 | 3º         | 2 v, 0 n, 2 d            | 1 v, 0 n, 0 d         | 1/4                         |
| Cinco naciones 1994 | 2º         | 3 v, 0 n, 1 d            | 3 v, 0 n, 1 d         | 4/4                         |
| Cinco naciones 1995 | Grand Slam | 4 v, 0 n, 0 d            | 4 v, 0 n, 0 d         | 4/4                         |
| Cinco naciones 1996 | Campeón    | 3 v, 0 n, 1 d            | 3 v, 0 n, 1 d         | 4/4                         |
| Cinco naciones 1997 | 2º         | 3 v, 0 n, 1 d            | 3 v, 0 n, 1 d         | 4/4                         |
| Cinco naciones 1998 | 2º         | 3 v, 0 n, 1 d            | 3 v, 0 n, 1 d         | 4/4                         |
| Cinco naciones 1999 | 2º         | 3 v, 0 n, 1 d            | 3 v, 0 n, 1 d         | 4/4                         |
| Seis naciones 2001  | Campeón    | 4 v, 0 n, 1 d            | 4 v, 0 n, 0 d         | 4/5                         |
| Seis naciones 2002  | 2º         | 4 v, 0 n, 1 d            | 3 v, 0 n, 1 d         | 4/5                         |
| Seis naciones 2003  | Grand Slam | 5 v, 0 n, 0 d            | 4 v, 0 n, 0 d         | 4/5                         |

Leyenda: V = Victoria ; N = Empate ; D = Derrota.